# L'Ère du soupçon
L'Ère du soupçon med undertiteln Essais sur le roman (ungefär misstänksamhetens ålder på svenska) är en essäsamling av den franska författaren Nathalie Sarraute. Den gavs ut 1956 på Gallimard förlag, samt översattes 1990 till engelska med titeln The Age of Suspicion: Essays on the Novel av Maria Jolas.
Sarraute brukar ofta räknas som en del av rörelsen kring den nya romanen i fransk 1950-talslitteratur, och essäsamlingen betraktas som ett av rörelsens manifest. I essä för essä försöker hon utmejsla vad som kännetecknar den bra romanen, och hur man bör skriva för att romanen som konst- och litterär form inte skall gå under. Slutsatsen hon tycks dra, förutom att den ouppnåeliga men ständigt oöverträffliga Franz Kafka skriver den bästa prosan, är att de bästa lösningarna på romanens utmaningar när essäsamlingen skrevs hade brittiskan Ivy Compton-Burnett, men att också de lösningarna snart skulle vara passé, och att nästa generation författare då skulle vara tvungen att finna nya lösningar.
De fyra essäerna trycktes som artiklar i olika tidningar mellan 1947 och 1956. Det ihopsamlade manifestet utkom i samma tidsperiod som nykritiken började träda fram med Roland Barthes och Maurice Blanchot.

## Essäer
Essäsamlingen innehåller fyra essäer, De Dostoïevski à Kafka publicerade i tidskriften Les Temps modernes i oktober 1947, L'ère du soupçon från samma tidskrift i februari 1950, Conversation et sous-conversation från Nouvelle Revue Française i januari-februari 1956, och Ce que voient les oiseaux från januari 1956.

### De Dostoïevski à Kafka
- Les Temps modernes, oktober 1947

I den första av de fyra essäerna delar Sarraute upp romanerna i två distinkta kategorier: den psykologiska romanen, och den situationsbaserade romanen. Den psykologiska romanens främsta företrädare är Fjodor Dostojevskij, medan den situationsbaserade romanens är Franz Kafka.
Sarraute erkänner att Dostojevskij är en kompetent och talangfull författare, men menar att psykologiserandet av människan är ogörligt. Ju längre psykologiserandet har gått - utvecklingen fortsatte med den inre monologen, Marcel Proust, Virginia Woolf, James Joyce och Albert Camus, menade hon - i strävan efter att finna det 'mänskliga djupet' och svaret på 'livets komplexitet', desto mer har människan reducerats till en varelse styrd av hunger, sex och social status.
Desto högre håller hon Kafka, med införandet av hans Homo absurdus. Hon citerar Roger Grenier när han säger att vi har mött den absurda människan, "den livlösa invånaren i det århundrade vars profet är Kafka." Kafka har insett att livets komplexitet inte går att skildra, utan stannar vid att försöka skära fram det fragment av universum han varit först med att finna.

### L'ère du soupçon
- Les Temps modernes, februari 1950

Den andra av essäerna går till stor del ut på att förklara rollfigurens roll i den nya romanen. I Gustave Flauberts och Honoré de Balzacs tidevarv var rollfiguren den bärande kraften, mötespunkten mellan författaren och läsaren, och hela romanens utgångspunkt. Detta har nu börjat ändra på sig. Både läsaren och författaren har tröttnat på rollfiguren. En del författare har löst förtroendekrisen genom att införa jaget och låta de andra rollfigurerna reduceras till "visioner, drömmar, mardrömmar, illusioner, reflektioner, väsen eller personer i beroendeställning till detta allsmäktiga 'jag'." Sarraute konstaterar dock att läsaren och författaren inte bara har tröttnat på rollfiguren, utan i lika hög grad på varandra. Istället för att vara mötespunkt är rollfiguren nu skärningspunkt för deras ömsesidiga misstänksamhet. Hon menar vidare, och här kommer titeln in i bilden, att vi har nått 'misstänksamhetens ålder'.
Läsaren är emellertid inte bara trött på rollfiguren och författaren. Han är trött på det mesta. Framförallt den uppdiktade berättelsen. Han vill ha sanning, verklighet och fakta. Författaren känner dock att han inte kan överträffa verkligheten. Hur skulle man kunna konstruera en berättelse jämförelsebar med koncentrationslägren eller slaget vid Stalingrad, frågar sig Sarraute. Men läsarens sökande efter sanning gör att han inte vågar konstatera att "markisinnan gick ut klockan fem". Han vågar inte, för det är inte sant. Fördelen med att skriva i första person blir då följaktligen att allt känns sannare, verkligare och mer autentiskt, vilket imponerar på läsaren och lindrar hans tvivel.
Återigen - författaren börjar dock också tröttna på läsaren. Läsaren är alldeles för snar till att konstruera typer och att psykologisera det opsykologiserbara. Därför måste författaren fånga läsaren i sitt grepp, hindra läsaren från att låta uppmärksamheten vandra eller att bli för intresserad av karaktärerna. Därför är det väsentligt att rollfigurerna tappar makt (många författare ger exempelvis inte sina karaktärer några namn). Därefter måste författaren låta klä av läsaren och sedan uppta honom till sitt territorium, in i sin värld. Läsaren befinner sig nämligen då på författarens nivå och inte längre i 'sin egen' värld, och därigenom inte kapabel att läsa in det som inte går att läsa in.
Romanens utveckling är dock, konstaterar Sarraute, av det slag, att läsaren och författaren snabbt tröttnar på varandra. Läsaren tycker att handling skildras bättre av TV-n och att fakta skildras bättre av tidningen. Romanen har nått till en vägs ände med befintliga tekniker, och med sin otålighet söker den efter nya sätt för att ta sig ut. Den första vägen att ta är att genom misstänksamheten ta död på rollfiguren och den mekanism som garanterade dess kraft. Hon avslutar med att konstatera att det är dessa nya vägar författaren måste finna, och, utan undantag, undvika att repetera vad ens föregångare har gjort.

### Conversation et sous-conversation
- Nouvelle Revue Française, januari-februari 1956

En av dessa tekniker redogör Sarraute för i den tredje essän. Hon börjar med att i ett längre stycke konstatera att litteraturen utvecklas snabbt. Modernismen är redan passé. Hon frågar sig om modernismen inte från början oundvikligen redan var passé. För läsaren i allmänhet var det ett för stort brott mot traditionen för att kunna förstås. För den välinsatte märkte man istället att vad den inre monologen egentligen var ett så stort virrvarr att det inte gick att förnimma.
Modernismen fungerade inte och handlingar och fakta är inte längre aktuellt. Det som finns kvar är orden. Orden kan "ta upp, skydda och ställa ut i dager de underjordiska rörelser som samtidigt är otåliga och rädda". Orden är fria, många, glimrande. De är de starkaste vapnet för författaren just eftersom de verkar så menlösa. När läsaren inte är på sin vakt kan de tränga in förbi hans gard, ta sig in i hans kropp utan att kännas som mer än en lätt kittling, för att sedan explodera i vågor och floder. Eftersom orden är det starkaste vapnet, konstaterar Sarraute, är dialogen den nya metod som romanen måste använda sig av för att vända bort från vägen mot undergången.
Dialogen får dock inte vara hur som helst. Man får inte känna att den har en tydlig början eller slut, utan den måste flöda som vanligt tal. Därför får den heller inte markeras med tankstreck, indrag eller "sade xx". Joyce Cary ger hon som exempel på en författare hon tycker lyckas bra. Dialogen markeras inte med mer än ett kommatecken och en stor bokstav. Ett annat fel många författare av dialoger gör är att få dem alltför lika verkliga dialoger, så att läsaren känner igen sig. Den enligt Sarraute bästa lösningen på alla dialogens problem kommer från den brittiska författaren Ivy Compton-Burnett. Hennes verk är blott en enda lång dialog. Visserligen traditionell till utseendet, men med långa, sirliga och snirklande meningar på ett sätt som ingen konversation någonsin skulle låta. Trots detta, konstaterar Sarraute, verkar de aldrig oäkta eller omotiverade. Anledningen till detta är inte att de inte är verkliga, utan att de finns på en verklig plats: på den fluktuerande gränsen mellan konversationen och 'subkonversationen'. Spänningen som uppstår på denna gräns trycker ut konversationen så att den tvistar sig till de långa snirkliga meningarna. Ett spel kan sägas pågå mellan konversationen och subkonversationen.
Resultatet av detta är ett spel också i läsaren. När för ovanlighetens skull dialogen liknar det vardagliga känner läsaren igen sig, och kan slappna av. Just då bryts emellertid av med en av dessa långa meningar, och läsaren står försvarslös inför dess söta, mordiska fara. Efter detta konstaterar Sarraute att ganska snart kommer också denna dialog vara passé. Då måste författaren finna nya verktyg för att uppdatera sitt värv och klara romanens nya utmaningar.

### Ce que voient les oiseaux
- Januari, 1956

I den sista av de fyra essäerna försöker Sarraute utmejsla vad som egentligen kännetecknar ett mästerverk. Ett första lackmustest menar hon är hur länge det går att läsa om romanen - om det alls går att läsa om romanen. Kritiker är väldigt snabba med att utropa nya mästerverk, medan de är totalt oläsbara blott några månader senare. Ett mästerverk måste gå att läsa om otaliga gånger utan att tröttna.
Sarraute menar att vägen till ett mästerverk går via metoden. En bra metod leder till en bra bok, den bästa metoden leder till den bästa boken. Metoden skapar skönheten, och inte tvärtom. Skildringen av verkligheten är inte en bra metod, eftersom verkligheten inte går att skildra. Även om hon till en början förkastade Dostojevskij och författare i hans följd, konstaterar hon nu att de visst har talang, men att de utnyttjar sin talang på ett felaktigt och ofördelaktigt sätt.
Många av de som använder fel metod, fortsätter hon, kallar sig själva realister, till skillnad från de andra som brukar tilldelas namnet formalister. Nu vänder hon dock på begreppen. Hon menar, till skillnad från vad som varit fallet innan henne, att formalisterna är Dostojevskij och författarna i hans följd. Författare som följer konventionen, traditionen och formen, använder fel metod och försöker skildra en verklighet som inte går att skildra, och som alltså inte kan sägas representera den, och därigenom är den inte realistisk. Realisterna däremot är de som bryter mot konventionen, traditionen och formen, hittar sitt 'fragment av universum' som ingen har hittat tidigare, och skildrar den, även om ingen förstår vad det vill säga, eftersom de än inte har upptäckt samma fragment. Att vara realist, konstaterar hon, är att vara ensam och oförstådd, och det måste ofrånkomligen vara så, eftersom realisten blott kan förstås av framtiden medan den skriver i samtiden, men kommer att vara förstådd först när den är en del av historien. Hon citerar bland annat Stendhals uttalande att "folk kommer att förstå mig 1880" (han dog 1842).
Hennes slutsats blir att den 'sanne' och ensamme realistiske författaren, författaren i Kafkas följd, inte erbjuder en platt, fattig, utblottad verklighet som läsaren inte kommer finna någonting av sitt eget liv i, de svårigheter läsaren måste möta eller de konflikter den har att vänta. Sanna realisters verk följer en till synes värdelös besatthet, hittar och blottlägger ett fragment av verkligheten som inte än är känt, bryter sig fritt från traditionen, och bidrar till människans emancipation och framgång, samt en grund för nästa generation författare att bygga vidare på.